# Karim Ahmad Khan
Karim Ahmad Khan (Edimburgo, 30 marzo 1970) è un avvocato britannico, Procuratore capo della Corte penale internazionale dal 2021.

## Biografia
Figlio di padre pakistano e madre inglese, Karim Ahmad Khan ha conseguito la laurea in giurisprudenza ed ha ottenuto un dottorato a Oxford. Specializzato in diritto internazionale penale e diritti umani, ha lavorato nei procedimenti avviati dai tribunali speciali istituiti per fare luce sui crimini commessi in Ruanda, Cambogia, nella ex Jugoslavia e in Sierra Leone. Nel 2018, il segretario generale dell'ONU, Antonio Guterres, lo ha nominato a capo di una commissione investigativa con il compito di accertare eventuali violazioni dei diritti umani, commesse dall'ISIS, durante l'occupazione dell'Iraq. Il 12 febbraio 2021 è stato eletto procuratore capo della Corte penale internazionale.

### Attività come procuratore presso la CPI
Nel 2022, avvia un'indagine per verificare se siano stati commessi dei crimini che rientrino nella giurisdizione del tribunale, durante l'invasione russa dell'Ucraina, che porterà a spiccare un mandato di arresto nei confronti di Vladimir Putin - oltre che alla commissaria russa per la tutela dei minori Maria Alekseyevna Lvova-Belova - per deportazione e trasferimento illegale di minorenni ucraini in Russia. Per tale ragione, si reca personalmente nella città ucraina di Buča, teatro di una battaglia.
Nello stesso anno, ha avviato un'indagine nei confronti dei trafficanti di migranti in Libia.
Il 20 maggio 2024 ha chiesto formalmente alla camera preliminare del tribunale di emettere mandati di arresto per entrambe le parti coinvolte nella guerra di Gaza, ossia esponenti del governo israeliano: il premier Benjamin Netanyahu e il ministro della Difesa Yoav Gallant e tre capi di Hamas: Yahya Sinwar, Mohammed Deif e Ismail Haniyeh.